# Конрад I (Вюртемберг)
Конрад I фон Вюртемберг (на немски: Konrad I von Wirtemberg; на латински: „Konrad von Wirtinisberc, C(u) onradus de Wirdeberch“) е първият господар на Вюртемберг от 1083 до 1110 г., за пръв път споменат през 1081 г. Той е основател на фамилията Вюртемберги.

## Биография
Конрад I е син на господаря на Бойтелсбах, който произлиза от кралската Салическа династия, вероятно от херцозите Конрад I и Конрад II от Каринтия. Брат е на Бруно фон Бойтелсбах (1105 – 1120), абат на манастир Хирсау и на Лиутгард фон Бойтелсбах и съпруг на Вернтруд.
Около 1083 г. Конрад построява замъка Виртемберг на хълма Виртенберг близо до днешния Щутгарт. Той се мести там и се нарича на замъка.
От 1080 до 1087 г. Конрад и брат му Бруно, според „книгата на даренията“, правят дарения на манастир Хирсау. Конрад и съпругата му подкрепят манастира. В тази книга той е наречен „най-могъщият мъж между швабите“.
От 1089 до 1092 г. Конрад е свидетел на договора от Бемпфлинген на графовете Куно фон Вюлфлинген († 1092) и Лиутолд фон Ахалм († 1098) с техния племенник граф Вернер фон Грюнинген († 1121). На 2 май 1092 г. той е споменат отново като свидетел в Улм, когато предава собствености на манастир Алерхайлиген към Шафхаузен, близо до херцозите Берхтолд и Велф.
Конрад е в съюз с противниците на император Хайнрих IV. Той извиква епископа на Вормс да освети капелата в замъка му, а не епископа на Констанц, който отговаря за този район, понеже епископът на Вормс също е противник на императора.
Конрад I е последван от Конрад II († 1143), вероятно син на сестра му Лиутгард фон Бойтелсбах.